# Museum August Kestner
Das Museum August Kestner ist benannt nach August Kestner (1777–1853). Der Altbau des ältesten städtischen Museums in der Landeshauptstadt Hannover wird von einer denkmalgeschützten Glas-Beton-Fassade von 1961 umschlossen. Im Inneren finden sich noch Teile des Treppenhauses und der Seitenflügel und fast die gesamte Eingangsfassade des ursprünglichen ersten Museumsgebäudes von 1889.
Das Museum befindet sich im Stadtzentrum neben dem Neuen Rathaus und zeigt als einziges Museum in Hannover und weitem Umkreis 6.000 Jahre angewandte Kunst in vier Sammlungsbereichen: Antike und Ägyptische Kulturen, Angewandte Kunst mit einer Designsammlung und eine der größten Sammlungen von Münzen und Medaillen im norddeutschen Raum.
Um Verwechslungen mit der ebenfalls in Hannover beheimateten Kestnergesellschaft zu vermeiden, bekam das zuvor Kestner-Museum genannte Haus im Dezember 2007 den heutigen Namen. Seit November 2014 bildet das Museum mit dem Historischen Museum Hannover und dem Museum Schloss Herrenhausen den Verbund „Museen für Kulturgeschichte Hannover“.
Der 1979 gegründete Freundes- und Förderkreis „Antike & Gegenwart e. V.“ unterstützt die Arbeit des Museums.

## Geschichte

### Gründer
August Kestner lebte und arbeitete 36 Jahre als hannoverscher Gesandter in Rom. Dort trug er als Privatsammler eine beachtliche Anzahl ägyptischer und griechisch-römischer Kleinkunst sowie andere Kunstgegenstände zusammen. Nach seinem Tode erhielt sein Neffe, Hermann Kestner, die Sammlung mit dem Auftrag, sie der Heimatstadt Hannover zu übergeben und öffentlich zugänglich zu machen.
Die Bestände mittelalterlichen Kunsthandwerks und antiker Objekte eines weiteren hannoverschen Sammlers, die des Senators Friedrich Culemann, wurden hinzugefügt. Beide Sammlungen bilden den Gründungsbestand des Museum August Kestner, der seither durch Schenkungen, Zustiftungen und Ankäufe immer wieder ergänzt wurde, wie z. B. 1935 die Sammlung von Friedrich Wilhelm Freiherr von Bissing (1873–1956) mit vorwiegend ägyptischen Objekten oder die Münzsammlung des Rechtsanwalts und Notars Horst Egon Berkowitz.

### Entstehung

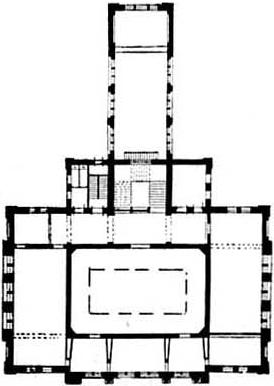
Plan von 1894

Zur Gründung des Museums trugen im 19. Jahrhundert kunstinteressierte Bürger von Hannover bei. Es wurde am 9. November 1889 eingeweiht und hatte zu dieser Zeit eine Fassade im Stil der Neorenaissance, die sich heute hinter einer modernen Fassade verbirgt. Bereits zur Eröffnung besaß es umfangreiche Kunstschätze des Alten Ägyptens, der Antike und des Mittelalters. Erster Direktor war Carl Schuchhardt, der aber 1908 als Direktor der Vorgeschichtlichen Abteilung an das Völkerkundemuseum in Berlin wechselte.
Das ursprüngliche alte Museumsgebäude besteht heute in besonderer Form weiter. Seiner durch Bombenangriffe im Zweiten Weltkrieg teilweisen Zerstörung wurde durch eine Überformung zwischen 1958 und 1961 begegnet. Ein Um- und Erweiterungsbau mit einer Glas-Betonfassade mit ca. 5.000 Fenstern umschließt seitdem die Gebäudereste. Dieser Betonwürfel steht heute unter Denkmalschutz.
Heute zählt es zu den wichtigsten Museen der angewandten Kunst in Deutschland. Um das „Museum an die Gegenwart heranzuführen“ (Schepers), wurde dem Produktdesign während des Direktorats von Wolfgang Schepers verstärkte Aufmerksamkeit gewidmet.

### Direktoren

Unterschrift von Carl Schuchhardt als Direktor des Kestner-Museums am 1. Juni 1906

Direktoren des selbstständigen Museums
- 1888 bis 1908: Carl Schuchhardt, Klassischer Archäologe, Prähistoriker
- 1908 bis 1912: Wilhelm Behncke, Kunsthistoriker
- 1912 bis 1920: Albert Brinckmann Kunsthistoriker
- 1920 bis 1937: Carl Küthmann, Ägyptologe
- 1938 bis 1945: Ferdinand Stuttmann, Kunsthistoriker
- 1945 bis 1951: Carl Küthmann, Ägyptologe
- 1952 bis 1955: Alfred Hentzen, Kunsthistoriker
- 1955 bis 1969: Irmgard Woldering, Ägyptologin
- 1970 bis 1981: Peter Munro, Ägyptologe
- 1982 bis 1995: Ulrich Gehrig, Klassischer Archäologe
- 1995 bis 1997: Waldemar R. Röhrbein, Historiker
- 1999 bis 2014: Wolfgang Schepers, Kunsthistoriker

Direktoren des Verbundes „Museen für Kulturgeschichte Hannover“
- 2014 bis 2023: Thomas Schwark[2], Historiker
- seit Juni 2023: Anne Gemeinhardt[3], Historikerin und Museumspädagogin

## Bestände

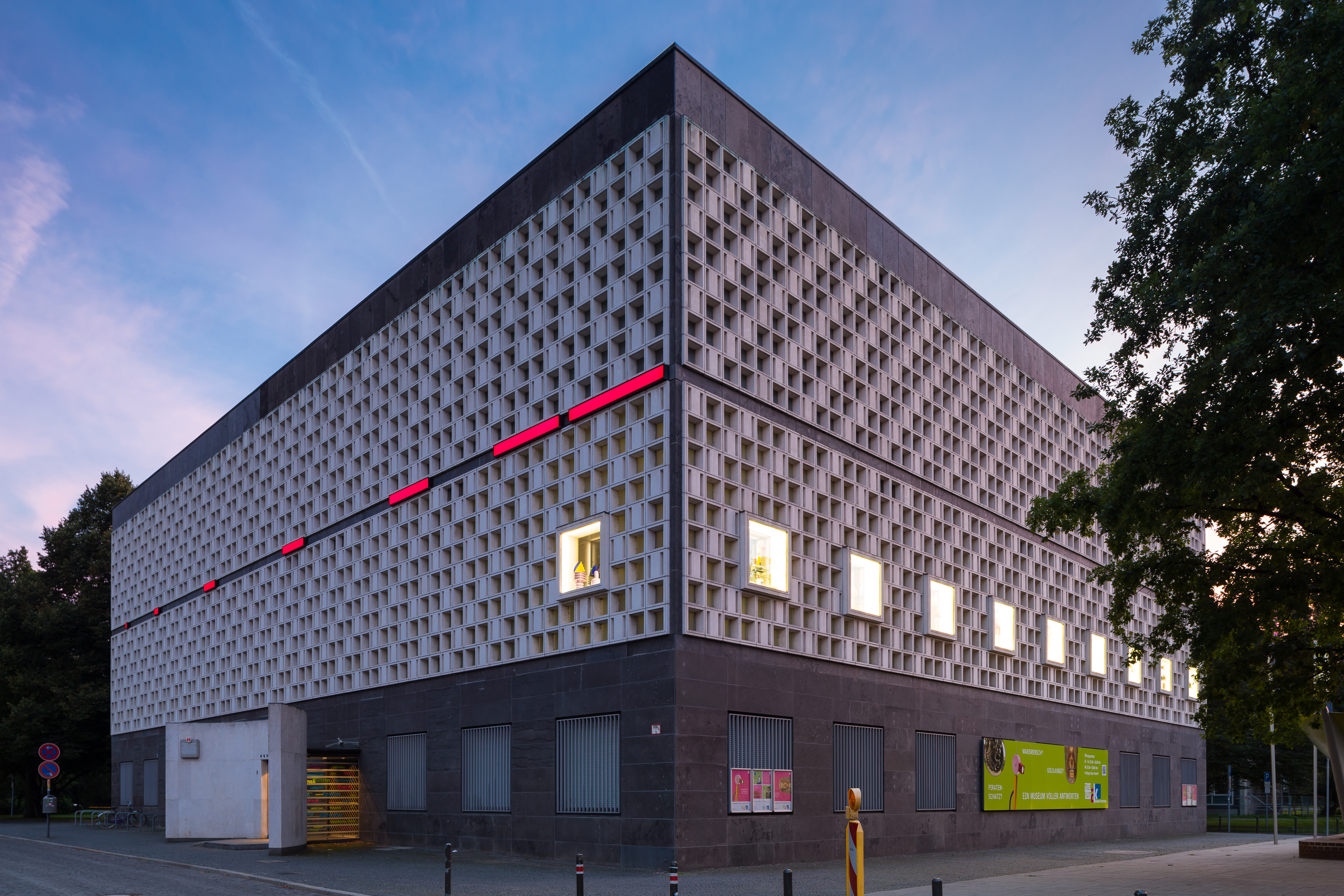
Im Inneren des Museums verbirgt sich ein Bau im Neorenaissance-Stil (2014)

### Sammlung Altes Ägypten
Die ägyptische Sammlung vermittelt einen Einblick in die altägyptische Kunst und Kultur über den Zeitraum vom 4. Jahrtausend v. Chr. bis in die römisch-christliche Zeit. Eine umfangreiche Sammlung von Reliefs, insbesondere der Amarna-Zeit, und Skulpturen, Stelen, Gefäßen, Amuletten, Papyri, Gegenständen zur Grabausstattung veranschaulicht Alltag, Religion und Totenkult.

### Sammlung Antike Kulturen
Die klassischen Kulturen des griechisch-römischen Mittelmeergebietes und des Vorderen Orients prägen die Sammlung „Antike Kulturen“. Die Bestände griechischer Vasen und etruskischer Kunst besitzen Weltrang. Bronze- und Terrakottastatuetten, Gegenstände des Alltags – wie u. a. Gläser, Tonlampen und Bronzegeräte – informieren über das Leben in der Mittelmeerregion von 1500 v. Chr. bis 500 n. Chr. Die Gemmen-Sammlung zählt zu den größten in Deutschland.

### Sammlung Angewandte Kunst und Design
Einen bedeutenden Schwerpunkt in der Sammlung Europäische Angewandte Kunst/Design bilden die mittelalterlichen Handschriften, Textilien, Bronzen, Elfenbein-, Email- und Goldschmiedearbeiten. Alle klassischen kunsthandwerklichen Materialien (Keramik, edle und unedle Metalle, Glas, Textilien und Holz/Möbel) sind mit hervorragenden Exponaten aller Epochen bis in die Gegenwart hinein vertreten. Diese Abteilung umfasst außerdem eine umfangreiche Sammlung des zeitgenössischen Designs.
Teile des 2021 geschlossenen Museums für Energiegeschichte(n) gingen ins Museum August Kestner über.

### Sammlung Münzen und Medaillen
Die Münzsammlung des Museums ist mit rund 100.000 Stücken die größte ihrer Art in Norddeutschland. Sie vermittelt 2600 Jahre Geldgeschichte beginnend mit den ältesten Prägungen aus dem antiken Griechenland. Weiterhin gehören Münzen der Römischen Republik und Kaiserzeit sowie Bleisiegel und Münzen des Byzantinischen Reiches dazu. An mittelalterlichen Münzen sind die Brakteaten und Prägungen aus dem Gebiet des heutigen Niedersachsens hervorzuheben. Besonderheiten sind außerdem die Sammlungen antiker griechischer Münzen aus Olympia sowie deutscher Münzen des 19. Jahrhunderts.

## Sonderausstellungen (Auswahl)

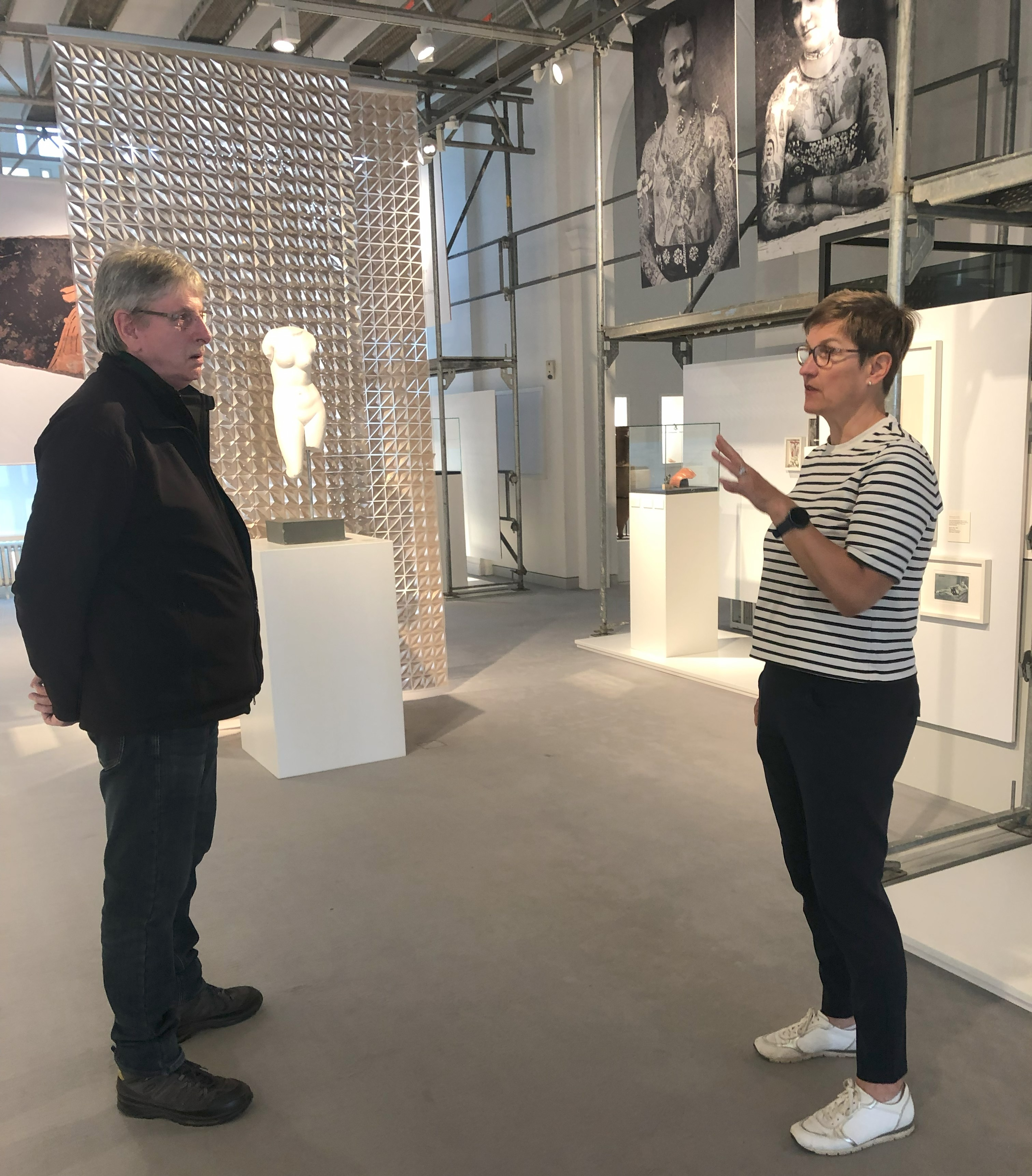
Kuratorin Anne Viola Siebert und der Tätowierer Manfred Kohrs in der Sonderausstellung Tattoo. Antike, die unter die Haut geht, 2025

Neben den Dauerausstellungen werden im Museum August Kestner auch laufend themenbezogene Sonderausstellungen gezeigt. 
Vom 20. Februar bis 26. April 1981 erzielte die Sonderausstellung Tutanchamun mit einer Besucherzahl von ca. 420.000 in nur zwei Monaten einen Rekord.
Vom 18. Mai bis zum 3. September 2023 zeigte die Ausstellung Ein gut Theil Eigenheit – Lebenswege früher Archäologinnen, wie sich Frauen gegen die männliche Dominanz in ihrem Fachgebiet durchgesetzt haben. Das Museum würdigte damit die Leistung von elf Forscherinnen, wie z. B. Ida von Boxberg, Johanna Mestorf und Gertrud Dorka. Bis 9. März 2025 wurde diese Ausstellung vom Landesmuseum Württemberg präsentiert.
Vom 3. April bis 17. August 2025 zeigt das Museum August Kestner die Sonderausstellung Tattoo. Antike, die unter die Haut geht, die von der Archäologin Anne Viola Siebert kuratiert wird. Die Ausstellung entstand in Kooperation mit dem Antikenmuseum der Universität Leipzig. Im Kern der Ausstellung stehen die sogenannten tätowierten Damen ab den 1890er Jahren, wie z. B. Nora Hildebrandt.

### ReiheSammlungskataloge des Kestner-Museums Hannover
1. Christel Mosel: Glas. Mittelalter, Biedermeier. Kestner-Museum, Hannover 1979.
2. Ursula Liepmann: Glas der Antike. Kestner-Museum, Hannover 1982.
3. Christoph Battenberg: Die Sammlung der Siegelstempel im Kestner-Museum Hannover. Kestner-Museum, Hannover 1985, ISBN 3-924029-05-9.
4. Joachim Raeder: Die byzantinischen Münzen im Kestner-Museum Hannover. Kestner-Museum, Hannover 1987, ISBN 3-924029-08-3.
5. Rosemarie Drenkhahn: Ägyptische Reliefs im Kestner-Museum Hannover. Kestner-Museum, Hannover 1989, ISBN 3-924029-11-3.
6. Wendula Barbara Gercke: Etruskische Kunst im Kestner-Museum Hannover. Kestner-Museum, Hannover 1996, ISBN 3-924029-25-3.
7. Frank Berger: Die Münzen der Römischen Republik im Kestner-Museum Hannover. Kestner-Museum, Hannover 1989, ISBN 3-924029-12-1.
8. Alexander Mlasowsky: Die antiken Tonlampen im Kestner-Museum Hannover. Kestner-Museum, Hannover 1993, ISBN 3-924029-13-X.
9. Frank Berger: Die antiken Goldmünzen im Kestner-Museum Hannover. Kestner-Museum, Hannover 1991, ISBN 3-924029-15-6.
10. Alexander Mlasowsky: Die antiken Tesseren im Kestner-Museum Hannover. Jetons, Spiel- und Verteilungsmarken im alten Rom. Kestner-Museum, Hannover 1991, ISBN 3-924029-16-4.
11. Hela Schandelmaier: Niedersächsische Fayencen I. Die niedersächsischen Manufakturen. Braunschweig I und II, Hannoversch Münden, Wrisbergholzen. Kestner-Museum, Hannover 1993, ISBN 3-924029-20-2.
12. Frank Berger: Die mittelalterlichen Brakteaten im Kestner-Museum Hannover. Teil 1. Kestner-Museum, Hannover 1993, ISBN 3-924029-21-0.
13. Frank Berger: Die mittelalterlichen Brakteaten im Kestner-Museum Hannover. Teil 2. Kestner-Museum, Hannover 1993, ISBN 3-924029-26-1.

### ReiheMuseum Kestnerianum
1. Elke Niewöhner: Islamische Kunst. Kestner-Museum, Hannover 1991, ISBN 3-924029-18-0.
2. Regine Marth: Der Schatz der Goldenen Tafel. Kestner-Museum, Hannover 1994, ISBN 3-924029-22-9.
3. Elisabeth Reissinger: Porzellan aus Fürstenberg. Kestner-Museum, Hannover 1997, ISBN 3-924029-27-X.
4. Claudia Caspers: GeaECHTet. Fälschungen und Originale aus dem Kestner-Museum. Kestner-Museum, Hannover 2001.
5. Hans-Georg Aschoff: Auf den Spuren von August Kestner. Kestner-Museum, Hannover 2003, ISBN 3-924029-33-4.
6. Anette Brunner: Renaissancen. Antikenrezeption in der angewandten Kunst des 15. bis 19. Jahrhunderts. Kestner-Museum, Hannover 2003, ISBN 3-924029-35-0.
7. Manfred Gutgesell, Anne Viola Siebert: Olympia – Geld und Sport in der Antike. Kestner-Museum, Hannover 2004, ISBN 3-924029-36-9.
8. Sabine Schmidt: Gold – Kokosnuss – Edelstahl. Kunstkammerschätze gestern und heute. Kestner-Museum, Hannover 2005, ISBN 3-924029-37-7.
9. Thorsten Henke: Fromme Bilderwelten. Mittelalterliche Textilien und Handschriften im Kestner-Museum. Kestner-Museum, Hannover 2005, ISBN 3-924029-38-5.
10. Angelika Dierichs, Anne Viola Siebert: Duftnoten. Was Griechen und Römern in die Nase stieg. Kestner-Museum, Hannover 2006, ISBN 3-924029-39-3.
11. Esther Orant: Jugendstil. Art nouveau. Modern style. Kestner-Museum, Hannover 2007, ISBN 978-3-924029-42-5.
12. Esther Orant: Silber für den Altar. 1900 bis heute. Die Modellsammlung der Evangelisch-Lutherischen Landeskirche Hannovers. Kestner-Museum, Hannover 2009, ISBN 978-3-924029-47-0.
13. Tina Pandorf: 100 Glanzstücke. Europäisches Silber aus 4 Jahrhunderten. Kestner-Museum, Hannover 2009, ISBN 978-3-924029-48-7.
14. Anne Viola Siebert: August Kestner, Etrurien und die Etruskologie. Kestner-Museum, Hannover 2010, ISBN 978-3-924029-49-4.
15. Christian E. Loeben: Die Ägypten-Sammlung des Museum August Kestner und ihre (Kriegs-)Verluste. Leidorf, Rahden / Westfalen 2011, ISBN 978-3-86757-454-9.
16. Anne Viola Siebert: Geschichte(n) in Ton. Römische Architekturterrakotten. Schnell + Steiner, Regensburg 2011, ISBN 978-3-7954-2579-1.
17. Sieke Ehlers: Form + Material = Produkt. Werkstoffe im Design. Museum August Kestner, Hannover 2012, ISBN 978-3-924029-51-7.
18. Anne Viola Siebert, Bärbel Morstadt, Johannes Gilhaus: Von Aphrodites Insel. Zyprische Altertümer im Museum August Kestner. Kestner-Museum, Hannover 2013, ISBN 978-3-924029-52-4.
19. Wolfgang Schepers: Bürgerschätze. Sammeln für Hannover. 125 Jahre Museum August Kestner. Kestner-Museum, Hannover 2013, ISBN 978-3-924029-53-1.
20. Eva Gläser: Aufbruch, Umbruch, Stilbruch? Design der 1950er und 1960er Jahre. Kestner-Museum, Hannover 2014, ISBN 978-3-924029-55-5.
21. Florian Ebeling, Christian E. Loeben: O Isis und Osiris. Ägyptens Mysterien und die Freimaurerei. Leidorf, Rahden / Westfalen 2017, ISBN 978-3-86757-022-0.
22. Thorsten Henke: Prachtstücke. Kunst & Kultur der Barockzeit. Kestner-Museum, Hannover 2019, ISBN 978-3-924029-66-1.

### ReiheAegyptiaca Kestneriana
1. Christian E. Loeben (Herausgeber): Für die Ewigkeit! Altägyptische Steingefässe. Leidorf, Rahden / Westfalen 2020, ISBN 978-3-86757-185-2.
2. Christian E. Loeben und Andere: BES. Leidorf, Rahden / Westfalen 2020, ISBN 978-3-86757-186-9.
3. Jennifer Moldenhauer und Andere: Starker Stoff für bunte Bilder. Textilien aus Ägypten im Museum August Kestner. Leidorf, Rahden / Westfalen 2024, ISBN 978-3-86757-187-6.

### ReiheZivilisationsmuster
1. Detlev Büttner, Eva Gläser, Christian E. Loeben, Anne Viola Siebert, Andreas Urban, Simone Vogt: Macht, Ohnmacht. Ein Lesebuch zur Anschauung. Kestner-Museum, Hannover 2016, ISBN 978-3-924029-56-2.